# سنت گالن
شهر سنت گالن  در سنت گالن (ولکره) در کانتون سنت گالن در کشور سوئیس واقع شده‌است که ۷۰٬۰۰۰ نفر جمعیت دارد.